# Équipe cycliste HKSI
L'équipe cycliste HKSI est une équipe cycliste hongkongaise créée en 2014 et ayant le statut d'équipe continentale depuis la même année.

## Principales victoires

### Championnats nationaux
- Championnats de Hong Kong sur route : 4
  - Course en ligne :  2023 (Ng Pak-hang)
  - Contre-la-montre : 2023 (Wan Yau Vincent Lau)
  - Course en ligne espoirs : 2016 (Mow Ching Ying)
  - Contre-la-montre espoirs : 2016 (Fung Ka Hoo)

## Classements UCI
L'équipe participe aux épreuves des circuits continentaux et en particulier de l'UCI Asia Tour. Les tableaux ci-dessous présentent les classements de l'équipe sur les différents circuits, ainsi que son meilleur coureur au classement individuel.
UCI Asia Tour
| UCI Asia Tour | UCI Asia Tour          | UCI Asia Tour                             | UCI Asia Tour |
| Année         | Classement par équipes | Meilleur coureur au classement individuel |               |
| ------------- | ---------------------- | ----------------------------------------- | ------------- |
| 2014          | 16e                    | Cheung King-lok (29e)                     |               |
| 2015          | 13e                    | Leung Chun-wing (38e)                     |               |
| 2016          | 25e                    | Fung Ka-hoo (169e)                        |               |
| 2017          | 11e                    | Leung Chun-wing (33e)                     |               |
| 2018          | 2e                     | Ho Burr (14e)                             |               |
| 2019          | 5e                     | Fung Ka-hoo (11e)                         |               |
| 2020          | 10e                    | Fung Ka-hoo (29e)                         |               |
| 2022          | 16e                    | Vincent Lau Wan-yau (34e)                 |               |
| 2023          | 6e                     | Vincent Lau Wan-yau (23e)                 |               |
|               |                        |                                           |               |
| Source : UCI  |                        |                                           |               |

L'équipe est également classée au Classement mondial UCI qui prend en compte toutes les épreuves UCI et concerne toutes les équipes UCI.
| Classement mondial | Classement mondial     | Classement mondial                        | Classement mondial |
| Année              | Classement par équipes | Meilleur coureur au classement individuel |                    |
| ------------------ | ---------------------- | ----------------------------------------- | ------------------ |
| 2016               | -                      | Fung Ka-hoo (1107e)                       |                    |
| 2017               | -                      | Leung Chun-wing (456e)                    |                    |
| 2018               | -                      | Ho Burr (332e)                            |                    |
| 2019               | 68e                    | Fung Ka-hoo (418e)                        |                    |
| 2020               | 114e                   | Fung Ka-hoo (706e)                        |                    |
| 2022               | 130e                   | Vincent Lau Wan-yau (712e)                |                    |
| 2023               | 59e                    | Vincent Lau Wan-yau (437e)                |                    |
| 2024               | 124e                   | Ng Sum Lui (1265e)                        |                    |
|                    |                        |                                           |                    |
| Source : UCI       |                        |                                           |                    |

## HKSI Pro Cycling Team en 2022
| Cycliste        | Date de naissance | Nationalité | Équipe 2021           |  |
| --------------- | ----------------- | ----------- | --------------------- |  |
| Chan Kin-fung   | 2 novembre 1998   | Hong Kong   |                       |  |
| Choy Hiu-fung   | 17 janvier 1996   | Hong Kong   | HKSI Pro Cycling Team |  |
| Ho Burr         | 23 septembre 1992 | Hong Kong   | HKSI Pro Cycling Team |  |
| Ko Siu-wai      | 9 novembre 1987   | Hong Kong   | HKSI Pro Cycling Team |  |
| Lau Wan-yau     | 23 septembre 1996 | Hong Kong   | HKSI Pro Cycling Team |  |
| Leung Chun-wing | 20 janvier 1994   | Hong Kong   | HKSI Pro Cycling Team |  |
| Leung Ka-yu     | 28 mai 1996       | Hong Kong   | HKSI Pro Cycling Team |  |
| Mow Ching-yin   | 5 juin 1995       | Hong Kong   | HKSI Pro Cycling Team |  |
| Ng Pak-hang     | 22 février 1999   | Hong Kong   | HKSI Pro Cycling Team |  |
| Ng Sum-lui      | 28 octobre 1999   | Hong Kong   | HKSI Pro Cycling Team |  |
| Tso Kai-kwong   | 25 juillet 2000   | Hong Kong   | HKSI Pro Cycling Team |  |